# Google Public DNS
Google Public DNS – darmowe serwery DNS udostępniane przez firmę Google. Głównymi cechami tej usługi jest skrócenie czasu potrzebnego na wczytywanie stron internetowych poprzez prefetching rekordów DNS oraz łatwe w zapamiętaniu adresy.
Wprowadzono również zabezpieczenia mające na celu przeciwdziałać spoofingowi oraz atakom DDoS poprzez m.in. losowanie portów źródłowych czy dodawanie przypadkowych etykiet do wyszukiwanych treści. Nie uchroniło to systemu przed (krótkotrwałymi) przejęciami, np. na obszarze Brazylii i Wenezueli.
Po pojawiających się obawach o prywatność użytkowników Google zapewnia, iż nie udostępniło własnych serwerów w celu zbierania danych o użytkownikach, w sposób pozwalający na ich identyfikację. Oświadczył, że będzie zbierał jedynie te informacje, które będą niezbędne do należytego działania usługi.

## Adresy serwerów DNS
- IPv4[6]
  - 8.8.8.8
  - 8.8.4.4

- IPv6[7]
  - 2001:4860:4860::8888
  - 2001:4860:4860::8844